# Desa Tlahab (administrativ by i Indonesien, lat -7,32, long 110,03)
Desa Tlahab är en administrativ by i Indonesien.   Den ligger i provinsen Jawa Tengah, i den västra delen av landet, 400 km öster om huvudstaden Jakarta.